# Centre Cultural i Recreatiu (Gelida)
El Centre Cultural i Recreatiu és un edifici de Gelida (Alt Penedès) protegit com a bé cultural d'interès local.

## Descripció
És un gran casal entre mitgeres, amb teulada a dues vessants, de dues plantes, un pis reculat i un espai més enfonsat al darrere. A partir de les formes clàssiques de la façana, existeix una gran sala amb pilastres i voltes i una escala que condueix al pis superior on existeix una espaiosa sala amb motllures, pintures i cel ras del 1877, i diversos serveis annexos.

## Història
Al Centre Cultural i Recreatiu de Gelida, s'hi celebraven balls, actes culturals, teatre, etc, etc. fins al 1933, any en què fou inaugurat un nou Cafè (l'actual Cafè de la Pista del Casal Gelidenc). La planta baixa, era ocupada pel Cafè, presidit per un quadre evocant els segadors del Corpus de sang de 1640. El 1939, fou ocupat pel "Frente de Juventudes" i adquirit posteriorment per l'Ajuntament de Gelida.